# نهائي كأس ألمانيا 2019
نهائي كأس ألمانيا 2019 هي المباراة النهائية من كأس ألمانيا 2018–19، والتي ستحدد الفائز بالنسخة الـ67، وستقام في 25 مايو 2019، على ملعب الأولمبي في برلين.
سيتأهل الفائز بـكأس ألمانيا 2018–19 إلى بطولة كأس السوبر الألماني 2019، ليلعب مع الفائز بـالدوري الألماني لكرة القدم 2018–19.

## قبل المباراة

### ملعب اللقاء

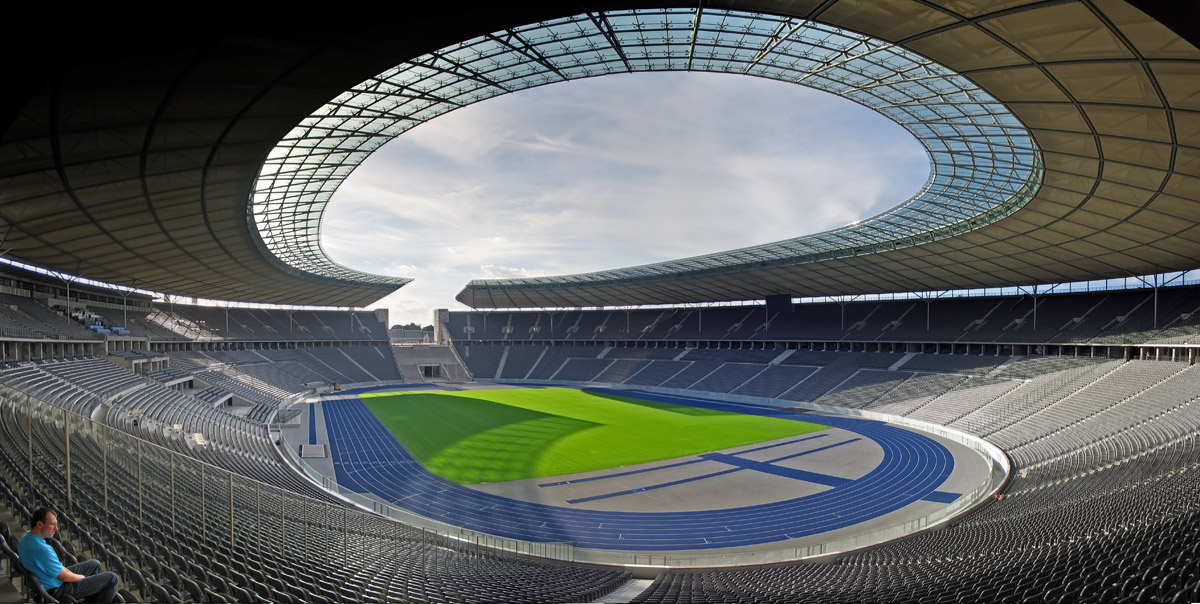
الملعب الأولمبي ملعب النهائي.

«الملعب الأولمبي» في برلين (بالألمانية: Olympiastadion Berlin) هو الملعب الرئيسي لنادي هيرتا برلين، تم افتتاحه سنة 1936 وكان آخر تجديد له سنة 2004 استعدادا لنهائيات كأس العالم لكرة القدم 2006 والتي استضافتها ألمانيا. تبلغ سعته 74,475 متفرج، وأرضية الملعب عشبية وتبلغ نسبة المقاعد المظللة 100%. يستضيف الملعب سنوياً نهائي كأس ألمانيا، كما تم اختيار الملعب لاستضافة نهائي دوري أبطال أوروبا 2015.

## المباراة

### تفاصيل
|  | ضد |  |
|  | -- |  |
|  |    |  |

## وصلات خارجية
- الموقع الرسمي